# Armazenamento em nível de bloco
O armazenamento em nível de bloco é um conceito de persistência de dados [en] hospedados em nuvem, onde os serviços em nuvem emulam o comportamento de um dispositivo de bloco tradicional, como um disco rígido físico.
O armazenamento em tais serviços é organizado em blocos. Isso emula o tipo de comportamento visto em discos tradicionais ou armazenamento em fita por meio da virtualização de armazenamento [en]. Os blocos são identificados por um identificador arbitrário e atribuído pelo qual podem ser armazenados e recuperados, mas isso não tem nenhum significado óbvio em termos de arquivos ou documentos. Um sistema de arquivos deve ser aplicado no topo do armazenamento em nível de bloco para mapear "arquivos" em uma sequência de blocos.
O armazenamento em bloco elástico (EBS) da Amazon [en] é um exemplo de armazenamento de bloco de nuvem. O armazenamento em nível de bloco em nuvem geralmente oferece recursos como replicação para confiabilidade ou serviços de cópia de segurança (backup).
O armazenamento em nível de bloco está em contraste com um armazenamento de objeto [en] ou "armazenamento de balde", como o Amazon S3 Amazon S3 (serviço de armazenamento simples), ou com um banco de dados. Estes operam em um nível superior de abstração e são capazes de trabalhar com entidades como arquivos, documentos, imagens, vídeos ou registros de banco de dados.
Os armazenamentos de instâncias são outra forma de armazenamento em nível de bloco hospedado na nuvem. Eles são fornecidos como parte de uma "instância", como um serviço Amazon EC2 [en] (nuvem de computação elástica). Como as instâncias do EC2 são fornecidas principalmente como recursos de computação, em vez de recursos de armazenamento, seu armazenamento é menos robusto. Seu conteúdo será perdido se a instância da nuvem for interrompida. Como esses armazenamentos fazem parte do servidor virtual da instância, eles oferecem maior desempenho e largura de banda para a instância. Eles são mais usados para armazenamento temporário, como cache ou arquivos temporários, com armazenamento persistente mantido em um tipo diferente de servidor.
Ao mesmo tempo, o armazenamento em nível de bloco era fornecido por redes de área de armazenamento (SAN) e o armazenamento conectado à rede (NAS) fornecia armazenamento em nível de arquivo. Com a mudança de hospedagem local para serviços em nuvem, essa distinção mudou. Até mesmo o armazenamento em bloco agora é visto como servidores distintos (portanto, armazenamento conectado à rede (NAS)) em vez do arranjo de discos vaziosNon-RAID drive architectures#JBOD [en] anterior.